# زهرة الدم القصيرة
زهرة الدم القصيرة (الاسم العلمي: Haemanthus humilis) هي نوع من النباتات تتبع جنس زهرة الدم من فصيلة النرجسية. تم وصف هذا النوع من النبات علمياً لأول مرة من قبل نيكولاس جوزيف فون جاكوين سنة 1804.